# Trindtjärnen (Sävars socken, Västerbotten)
Trindtjärnen är en sjö i Umeå kommun i Västerbotten och ingår i Sävaråns huvudavrinningsområde.